# Fritzi Löwy
Friederike Löwy –conocida como Fritzi Löwy– (Viena, 18 de noviembre de 1910-Viena, 13 de marzo de 1994) fue una deportista austríaca que compitió en natación. Ganó una medalla de bronce en el Campeonato Europeo de Natación de 1927 en la prueba de 400 m libre.

## Palmarés internacional
| Campeonato Europeo | Campeonato Europeo | Campeonato Europeo | Campeonato Europeo |
| Año                | Lugar              | Medalla            | Prueba             |
| ------------------ | ------------------ | ------------------ | ------------------ |
| 1927               | Bolonia (Italia)   | Medalla de bronce  | 400 m libre        |